# Eduard Riudavets Florit
Eduard Riudavets Florit   (Alaior, 4 de novembre de 1959) és un mestre i polític menorquí, diputat al Parlament de les Illes Balears en la VI i VII legislatures.

## Biografia
La seva vinculació al món de la política comença amb el PSM de Mallorca l'any 1979. Militant del partit Socialista de Menorca des del 1984, ha ocupat diversos càrrecs orgànics, entre els quals Secretari d'Organització. Eduard Riudavets ha estat també regidor a l'Ajuntament d'Alaior entre els anys 1987 i 1991. Fins a 2003 va ser el Delegat Territorial d'Educació a Menorca de la Conselleria d'Educació i Cultura del Govern de les Illes Balears.
A les eleccions al Parlament de les Illes Balears de 2003 va encapçalar la candidatura del partit Socialista de Menorca al Parlament de les Illes Balears per la circumscripció de Menorca. L'any 2007 va repetir com a cap de llista amb la coalició electoral PSM-Verds. En resultà elegit secretari primer de la institució.
És mestre d'escola, una professió que ha exercit durant 19 anys a l'escoleta infantil s'Arenal de Palma, al CP Pere Casasnovas, al CP Pintor Torrent i al CP Joan Benejam.